# 摂津三守護
摂津三守護（せっつさんしゅご）は、安土桃山時代に織田信長による摂津攻略後、「摂津守護」に任じられ当該地域を統治した池田勝正、和田惟政、伊丹親興の3人を指す。
伊丹親興は後に信長と対立し足利義昭に味方したため、荒木村重に討たれた。和田惟政は一時三好三人衆に内応した村重と中川清秀に討たれ、池田勝正は同じく三好三人衆に内応した一族の池田知正と村重に城を追われた。三守護の後には信長に従った村重が伊丹城主となり、摂津1国を支配した。